# Meteoroid
Meteoroíd je majhno, okoli Sonca krožeče telo, ki ima velikost od prašnega delca (nekaj mikronov) do velikosti skal (nekaj metrov), in je manjše od asteroidov. Beseda ima izvor v grški besedi meteōros, kar pomeni visoko v zraku. Nekateri med njimi prečkajo tirnico Zemlje in zaidejo tudi v Zemeljsko ozračje. Vidno pot meteoridov v ozračju imenujemo meteor ali zvezdni utrinek. Veliko meteorjev pripada meteorskim rojem (meteorski dež), ki se periodično ponavljajo ob določenem času.

## Meteoroid
Meteoroid je majhen delec (z velikostjo od zrna peska do velikosti skale), ki je nastal kot okrušek v vesoljskem prostoru. Večja telesa imenujemo asteroidi, manjša pa medplanetarni prah. Mednarodna astronomska zveza je kot meteoroid določila telesa, ki se gibljejo v medplanetarnem prostoru, in so precej manjša, kot asteroidi, vendar večja, kot so atomi in molekule. Kraljeva astronomska družba je določila svojo definicijo velikosti meteoroida. Po njenem imajo meteoroidi velikost od 100 μm do 10 m v premeru.
Mikrometeoroidi so posebna skupina meteoroidov, ki imajo maso manjšo od 1 g.

## Meteor
Meteor ali utrinek je vidni del vstopa meteoroida ali asteroida v atmosfero Zemlje. Pot meteorja se vidi zaradi zastojnega tlaka (in ne zaradi trenja, kot se splošno misli), ki povzroča veliko oviro pri gibanju skozi atmosfero. Večina meteorjev nastane zaradi majhnih (kot zrno peska) meteoroidov. Vidna sled nastane zaradi sproščanja elektronov, ki jim sledijo trki izparelih atomov iz meteoroida z atomi iz atmosfere. Pri tem pride do močne ionizacije, kjer se molekule iz atmosfere ionizirajo. Takšna ionizacija lahko traja tudi do 45 minut. Majhni, kot zrno peska veliki meteoroidi, stalno vpadajo v atmosfero. Zaradi tega so sledi ionizacije v zgornjem delu atmosfere zelo pogoste.

## Ognjena krogla
Ognjena krogla je svetlejša kot običajni meteor. Mednarodna astronomska zveza je definirala ognjeno kroglo kot meteor, ki je svetlejši kot katerakoli zvezda (to pomeni, da je njegova magnituda večja ali enaka -4) .
Mednarodna organizacija za meteorje (amaterska organizacija) ima bolj natančno definicijo ognjene krogle. Ta organizacija definira ognjeno kroglo kot meteor, ki bi imel magnitudo enako ali večjo od -3, če bi bil viden v nadglavišču.

## Bolid
Bolid je vrsta ognjene krogle, ki je tako močno svetla, da se lahko vidi tudi podnevi. V nekaterih primerih lahko tudi eksplodira. 

Beseda izvira iz grške besede βολις (bolis), ki pomeni izstrelek ali blisk. Mednarodna astronomska zveza nima uradne definicije za bolid. Bolj pogosto izraz uporabljajo geologi kot pa astronomi. V geologiji pomeni veliko vpadno telo. 

## Meteorit
Meteorit je ostanek meteoroida ali asteroida, ki je preživel pot skozi atmosfero, in je padel na površino Zemlje, pri tem pa ni bil uničen niti ni razpadel. Meteoriti so včasih povezani s kraterji, ki so nastali ob padcu telesa z veliko hitrostjo na površino Zemlje. Pri tem lahko vpadno telo izpari in ne pusti za seboj nobenega meteorita. Kadar pa večji meteorit razpade, lahko dobimo meteoritski roj. V tem primeru na površino Zemlje pade večje število manjših meteoritov.
Za ozemlje Slovenije so potrjene tri najdbe meteoritov: meteorit iz Avč, ki je leta 1908 padel v vas Avče, Jesenice z Mežakle (2009) in meteorit z Javorij, ki je bil po daljšem času od padca odkrit leta 2011 blizu Javorij nad Poljansko dolino.

## Tektit
Tektit ali meteoritsko steklo je zemeljski material, ki je bil izvržen iz kraterja pri padcu meteorja in se je pozneje strdil. Ne smemo ga zamenjevati s meteoritom, ki je ostanek prvotnega meteoroida.

## Meteorski prah
Večina meteoroidov se uniči pri vstopu v atmosfero Zemlje. Delce, ki pri tem ostajajo, imenujemo meteorski prah. Večji del meteorskega prahu ostane v atmosferi tudi nekaj mesecev. Ta prah lahko vpliva na podnebje, ker siplje elektromagnetno valovanje in tudi deluje kot katalizator v zgornjem delu atmosfere.

## Zvok
Večina ljudi poroča tudi o zvoku, ki so ga slišali ob bližnjem pojavu meteorja. To se zdi malo verjetno, ker ima zvok zelo majhno hitrost. Zvok, ki bi nastal v zgornjih delih atmosfere (npr. udarni val), se ne bi slišal po daljšem času po pojavu meteorja. 
Kako ta zvok nastane (če je resničen), še ni pojasnjeno. 

## Tirnice
Meteoroidi in asteroidi krožijo okoli Sonca po različnih tirnicah. Nekateri med njimi se gibljejo v velikih rojih ali skupinah. Verjetno so to ostanki kometov. Ti tokovi delcev povzročajo meteorski roje. Najhitrejši se gibljejo s hitrostjo 42 km/s. Skupaj z lastno hitrostjo Zemlje (29 km/s) je hitrost pri trku z Zemljo okoli 71 km/s. To se zgodi, če se telo giblje po retrogradni tirnici. Ta telesa imajo 50 % verjetnost, da podnevi zadenejo Zemljo. Večino meteorskih rojev pa vidimo ponoči, ker so pogoji za opazovanje primernejši. Meteorji se pojavljajo na višini 60 do 120 km nad površino Zemlje
.
Večina meteorjev izhaja iz asteroidnega pasu 
Najbolj znan je Peekskillski meteorit, ki so ga posneli tudi na film (najmanj 16 neodvisnih snemalcev). Pojavil se je 9. oktobra 1992, videli so ga tisoči nad Vzhodno obalo Združenih držav Amerike. Padel je v New Yorku na avtomobil.

## Nevarnost za vesoljska plovila
Celo zelo majhen meteoroid lahko poškoduje vesoljsko plovilo. Hubblov vesoljski daljnogled ima na površini okoli 572 manjših kraterjev oziroma poškodovanih področij.